# Inginocchiatoio (Giovanni Giuseppe Piccini)
(Lettera del 2 dicembre 1795 di Giovanni Giuseppe Piccini)
L'Inginocchiatoio è una scultura lignea realizzata da Giovanni Giuseppe Piccini nel 1722 e inserita nel banco dei parati del presbiterio della chiesa parrocchiale di San Giovanni Battista di Telgate.

Tutta l'opera è la raffigurazione dei Novissimi, cioè raffigura le ultime cose a cui va incontro l'anima alla fine della vita.

## Storia
L'inginocchiatoio è stata realizzato dall'artista scalvino nel 1722, vent'anni dopo quello eseguito per la chiesa di Santa Maria degli Angeli di Lugano e conservato presso il Museo Poldi Pezzoli di Milano.  

Il Piccini lo realizzò senza avere una commissione, come scrisse nella lettera del 2 dicembre 1725: "fatto così a fortuna" mettendolo poi in vendita. L'inginocchiatoio risulta essere presente nel 1786 nell'abitazione della famiglia Dall'Olmo, come testimoniò il Tassi. Nel 1815 è presente nella parrocchia di Telgate, e secondo lo studio di don Pasino Locatelli presentava alcune analogia con i lavori fantoniani delle Sagrestie di Alzano Lombardo, tantoché fu successivamente e erroneamente attribuito proprio ai Fantoni.  Non tutti i giudizi furono positivi: il Mazzini ne diede un giudizio negativo, dichiarandolo troppo manieristico.

Il manufatto fu poi  acquistato dal nobile Luigi Grassi-Ghislotti, dottore di Vilminore di Scalve, che ne fece dono all'arciprete di Telgate Giuseppe Calvi come risulta dalla lettera trasmessa il 19 luglio 1952 ad Andrea Marenzi da Giambattista Grassi-Guidotti.
Il manufatto fu posto nella sacrestia della chiesa e vi rimase fino al 1895, quando lo scultore Ignazio Andrea Briolini realizzò il banco dei parati posto sulla sinistra dell'area presbiteriale inserendolo come mensa dopo aver eseguito lavori di adattamento.
Nel 2003 l'inginocchiatoio è stato sottoposto a restauro dalla ditta Gritti di Bergamo.

## Descrizione
La scultura presenta la firma "C.P.F.1722" nella parte inferiore, accanto al piede della statua di san Giovanni Evangelista.

L'opera non si presenta integra nella sua originaria realizzazione, ma ha subito alcune variazioni necessarie per essere adattata alla nuova collocazione, con modifiche realizzate dall'artista Ignazio Briolini nel 1885.
L'inginocchiatoio è composto in tre parti. 

La base non presenta più la sua composizione originaria, ma è stata rialzata a opera del Briolini con un rialzo in legno di noce. Questa parte conserva le sette statue raffiguranti i vizi capitali, quattro poste sulla parte frontale con altrettante lesene a doppia voluta, e due laterali. La prima statua posta a sinistra raffigura una giovane donna riccamente vestita che si ammira allo specchio e raffigura la Superbia; accanto, rappresentata in una vecchia con una borsa di denari, uno scrigno tra le mani e una talpa ai suoi piedi, è identificata nella Avarizia. La terza statua raffigura una donna ben abbigliata con i capelli lunghi e un grappolo d'uva nelle mani, rappresenta la Lussuria; centrale, distesa, con un pesce tra le mani è la statua raffigurante l' accidia. La statua raffigurante l' Ira ha la fisionomia maschile, di un soldato con l'elmo piumato che tiene una fiaccola e una spada andata poi persa, tra le mani. Il vizio della Gola è raffigurato da una donna che tiene un otre di vino e un vassoio di cibarie. L'Ira ha le sembianze di una figura anziana  con le serpi sul capo, e una tra le mani. 

Al centro, tra le statuette della lussuria e dell'invidia vi è la grande testa di Lucifero trifauce e l'inferno composta da tre facce autonome, ognuna con proprie sembianze, particolare molto importante nella valutazione dell'opera. La faccia centrale ha la bocca spalancata in modo abnorme e accoglier le anime nel fuoco eterno. La parte interna alle fauci, ha il colore più chiaro, è stata realizzata con legno di bosso. L'immagine è complessa  plastica, un groviglio di anime e di diavoli di agitano tra le fiamme. Il volto a sinistra spalanca la bocca ma gli occhi sono chiusi, mentre quello a destra ha i denti serrati. 
La parte superiore al piano della mensa, è corrispondente all'alzata dell'inginocchiatoio ed è intatto. Ha architettonicamente le caratteristiche di una ancona. Divisa verticalmente in tre settori che si presentano in ordine concavo e convesso completa di cimasa e predella. La parte centrale vi è intagliato un medaglione che raffigura il purgatorio eseguito in legno di bosso. Questo rappresenta anime che girano intorno a una fornace mentre due donne offrono loro dell'acqua a sollievo delle pene.  Vi sono raffigurati i quattro evangelisti e accanto al piede di san Giovanni vi sono impresse le iniziali dell'artista. Centralissima la grande scena della deposizione di Cristo dalla croce con tutti i personaggi che sono narrati nei Vangeli e con la città di Gerusalemme sullo sfondo. A destra  con la morte con il transito di san Giuseppe e la morte di Giuda,  e del giudizio universale con la rappresentazione di Cristo vincitore della morte nella gloria dei santi.
La parte dell'alzata culmina con la cimasa rappresentante il paradiso. La Trinità raffigurata in Dio padre, la colomba dello Spirito Santo e Gesù Cristo, sono avvolti in una nube che accoglie anche la Vergine Maria. Nella parte inferiore vi sono le anima accolte nel paradiso dei cieli.

L'opera è mancante di statuette, alcune rubate e altre andate perdute, ma la descrizione che ne aveva fatto lo stesso Piccini prima di venderla, permette di conoscerne anche i particolari mancati. 
L'inginocchiatoio presenta alcune caratteristiche che lo avvicinano all'ancona presente nella parrocchiale di San Pietro di Vilminore di Scalve eseguite nel 1719, e l'ancona dell'altare della Madonna del Rosario della chiesa di Sant'Antonio di Schilpario. Molte sono le vicinanze artistiche con il confessionale conservato nella bresciana chiesa di Sant'Alessandro.